# Greta Kuckhoff
Greta Kuckhoff (Frankfurt (Oder), 1902. december 14. – Wandlitz, 1981. november 11.) német politikus. A Die Rote Kapelle néven ismert ellenálló mozgalom tagja volt. Férje a nácik által kivégzett Adam Kuckhoff volt. A második világháború után az NDK-ban telepedett le, 1950 és 1958 közt a jegybank elnöke volt.

## Művei
- Rote Kapelle. In: Aufbau, Aufbau-Verlag, Berlin (Ost) 1948, Heft 1, S. 30–37[6]
- Vom Rosenkranz zur Roten Kapelle. Ein Lebensbericht, Neues Leben, Berlin (Ost) 1976.